# Drosophila talamancana
Drosophila talamancana este o specie de muște din genul Drosophila, familia Drosophilidae, descrisă de Wheeler în anul 1968. Conform Catalogue of Life specia Drosophila talamancana nu are subspecii cunoscute.